# Bacopa diffusa
Bacopa diffusa là một loài thực vật có hoa trong họ Mã đề. Loài này được (Willd. ex Cham. & Schltdl.) Loefgr. & Edwall mô tả khoa học đầu tiên năm 1897.